# بؤس (رواية)
بؤس أو ميزري (بالإنجليزية: Misery) ترجمها الدكتور أحمد خالد توفيق «الشيطانة» . رواية رعب نفسي أمريكية بقلم ستيفن كينغ ونشرت لأول مرة من قِبل دار فايكنغ بريس في 8 يونيو 1987. تدور قصة الرواية حول العلاقة بين الشخصيتين الرئيستين: الكاتب الشهير بول شيلدون ومعجبته المريضة النفسية آني ويلكس. بعدما أُصيب بول بجروح بالغة إثر حادث سيارة، تنقله آني الممرضة السابقة إلى منزلها، حيث يتلقى بول علاجًا وجرعات من مسكن الألم. تدريجيًا، يدرك بول أنه سجين وأنه مجبر على مسايرة نزوات خاطفته.
يحمل عنوان الرواية معاني منفصلة؛ إنه الاسم الذي تحمله البطلة الرئيسية لسلسلة كتب بول، وقد وصف كينغ حالة الانفعال هذه أثناء كتابة الرواية. أوجز كينغ إنشاء شخصية بؤس أو «ميزري» في مذكراته، وذكر أن صورة آني ويلكس جاءت إليه في المنام. خطط كينغ لإصدار الكتاب تحت الاسم المستعار ريتشارد باكمان ولكن اكتُشفت هويته قبل إصدار الكتاب.
حازت رواية بؤس على جائزة برام ستوكر الأولى للرواية عام 1987 ورُشِّحت لجائزة الفانتازيا العالمية عن أفضل رواية لعام 1988. كانت الآراء الناقدة لرواية بؤس إيجابية. أثنى المراجعون على كينع لتفاديه العناصر الخيالية الخاصة بأعماله السابقة، وأشاروا إلى أوجه الشبه التي تجمع الرواية مع حياة كينغ الشخصية والدراسة الناجحة للعلاقة بين المشاهير ومعجبيهم. جرى تحويل الرواية التي احتلت المركز الرابع في قائمة أفضل الكتب مبيعًا لعام 1987، إلى فيلم من إخراج روب راينر في عام 1990، وإلى إنتاج مسرحي من بطولة لوري ميتكاف وبروس ويليس في عام 2015.

## الحبكة
أنهى بول شيلدون الجزء الأخير من سلسلته التي تعد من أكثر روايات العصر الفيكتوري الرومانسية مبيعًا والتي قدّمت شخصية ميزري تشاستين التي قُتلت في جزئها الأخير. بينما يحتفل بول بإنجاز المخطوطة الخاصة بروايته الجديدة «سيارات سريعة» (Fast Cars)، علق في عاصفة ثلجية في منطقة نائية من كولورادو، ما تسبب باصطدامه بكومة ثلجية. يستيقظ ليجد أنه قد أُنقِذ من قبل آني ويلكس، الممرضة السابقة التي تعيش في مكان قريب. آني قارئة نهمة لسلسلة بول «بؤس»، وتدعي بأنها «المعجبة الأولى» له. ترفض نقل بول إلى المستشفى رغم إصابته بكسر في ساقه، وتقرر رعايته بنفسها باستخدام طعامها المخزّن ومسكنات الألم غير المشروعة المعتمدة على الكودين التي أدمن بول عليها سريعًا. سرعان ما يقيّم بول عدم استقرار حالة آني العقلية ؛ إذ تميل إلى الوقوع في نوبات جامودِيّة  وتختبر هجمات من الغضب المفرط، ما يرجّح أنها تعاني من مرض الفصام أو اضطراب فصامي عاطفي بالإضافة إلى اضطراب الطيف الثنائي القطب.
عندما علمت آني بوفاة ميزري في الكتاب، تركت بول وحيدًا في منزلها لأكثر من يومين، وحرمته من الطعام والماء ومسكنات الألم. لدى عودتها، تجبر بول الواهن على حرق مخطوطة فاست كارز - التي كان يأمل أن تطلق حياته المهنية في مرحلة ما بعد رواية ميزري - وتقدم له آلة كاتبة قديمة من طراز رويال (بيعت إلى آني بسعر مخفض لأن حرف N فيها لا يعمل) لغرض كتابة رواية بؤس جديدة تعيد إحياء الشخصية. منتظرًا اللحظة المواتية، يبدأ بول كتابًا جديدًا بعنوان «عودة ميزري»، ويسمح لآني بقراءته بينما يكتب. تمكن من الفرار من غرفته على كرسي متحرك في عدة فرص مختلفة ليبحث عن المزيد من المسكنات ويستكشف المنزل. يكتشف دفتر قصاصات مليء بمقتطفات من الصحف توحي بأنها قاتلة متسلسلة قتلت أكثر من ثلاثين شخصًا. في هذه الأثناء، تزداد آني اكتئابًا وتبوح أنها على علم بمغادرة بول غرفته. تعاقبه بقطع قدمه بفأس وكيّ كاحله بموقد اللحام. في وقت لاحق، عندما اشتكى بول من أن مفتاح الآلة الكاتبة R قد توقف عن العمل، قطعت إبهامه بسكين كهربائي.

## الاقتباسات
تم إنتاج فيلم أمريكي عام 1990، مقتبسا عن القصة، ومن إخراج روب راينر.

## وصلات خارجية
- الموقع الرسمي للمسرحية
- بؤس في موقع العالم بلا نهاية.